# Pandemia de COVID-19 en Montserrat
Se confirmó que la pandemia de COVID-19 había alcanzado a Montserrat, territorio de ultramar británico el 17 de marzo de 2020, la primera muerte ocurrió el 24 de abril de 2020. Hasta el 7 de agosto de 2020 se han registrado 13 casos de los cuales 1 a fallecido y 12 se han recuperado.

## Fondo
En diciembre de 2019 se identificó un nuevo coronavirus que causó una enfermedad respiratoria en la ciudad de Wuhan, provincia de Hubei, China, y se informó a la Organización Mundial de la Salud (OMS) el 31 de diciembre de 2019, que confirmó su preocupación el 12 de enero de 2020. La OMS declaró el brote de una Emergencia de Salud Pública de Importancia Internacional el 30 de enero y una pandemia el 11 de marzo.
La tasa de letalidad de COVID-19  es mucho menor que la del SARS, una enfermedad relacionada que surgió en 2002, pero su transmisión ha sido significativamente mayor, lo que ha provocado un número total de muertes mucho mayor.

## Cronología

### Marzo 2020
El 18 de marzo, se confirmó el primer caso en Montserrat. El paciente había viajado de Londres a Antigua y Barbuda antes de llegar al territorio. El 13 de marzo, las autoridades notificaron que se había descubierto a un paciente COVID-19 en ese vuelo y que posteriormente, todos los pasajeros habían sido puestos en cuarentena y sometidos a pruebas.
El 23 de marzo se confirmó el segundo caso. El paciente no tenía antecedentes de viaje y fue el primer caso de propagación de la comunidad.
El 26 de marzo se confirmó que otros tres casos eran positivos, con lo que el total ascendía a cinco casos de COVID-19 en la isla de Montserrat.

### Abril 2020
El 7 de abril, el número de casos de COVID-19 había aumentado a ocho.
El 24 de abril, se confirmó la primera muerte relacionada con COVID-19 en Montserrat, la de una mujer de 92 años, fue tristemente anunciada.
El 25 de abril, Montserrat había estado sin nuevas infecciones durante su segunda semana.

### Mayo 2020
El 6 de mayo, el Primer Ministro Joseph E. Farrell anunció que las máquinas de prueba para COVID-19 llegarán en breve y que la isla pronto podrá probar.
El 12 de mayo, se publicó una evaluación de impacto empresarial. El COVID-19 causó 3,6 millones de dólares estadounidenses en perturbaciones económicas.
El 15 de mayo, se informó de que no había más casos activos en Montserrat.

### Julio 2020
El 10 de julio, se descubrió un nuevo caso. La persona había estado en la isla desde marzo. El rastreo de contactos está en marcha.

### Agosto 2020
El 7 de agosto, los dos últimos casos se recuperaron, y la isla vuelve a no tiene más casos activos hasta la fecha.